# Верхнее Провалье
Верхнее Провалье (укр. Верхнє Провалля) — река в Луганской области Украины, правый приток реки Большая Каменка (приток Северского Донца).

## Течение
Берёт начало на северном склоне Донецкого кряжа, в 1,5 км к северо-востоку от Свердловска, впадает в Большую Каменку возле села Власовка. Общее направление течения — северо-восток. Протекает по территории Свердловского и Краснодонского районов.
В своём среднем течении река протекает по территории Калиновского участка заповедника «Провальская степь», отделения Луганского природного заповедника. Возле села Черемшино течение резко поворачивает на запад, минуя на севере Королевские скалы.

## Морфометрия
Питание преимущественно снеговое и дождевое. Водный режим представлен весенними наводнениями и летне-осенней меженью. При затяжных осенних дождях уровень воды может значительно повышается. Ледостав длится с конца ноября до середины марта. Используют для орошения и хозяйственного водоснабжения. Глубина реки составляет 15-57 см, ширина русла достигает 3-5 м, по течению встречаются каменистые перекаты. В границах заповедника в 1990-х годах был построен небольшой пруд площадью 0,3 га.

## Населённые пункты
На берегах реки расположены следующие населённые пункты:
Свердловский район
- село Маяк
- село Провалье
- село Черемшино

Краснодонский район
- село Королевка
- село Власовка